# GWR 4900 č. 5972 Olton Hall

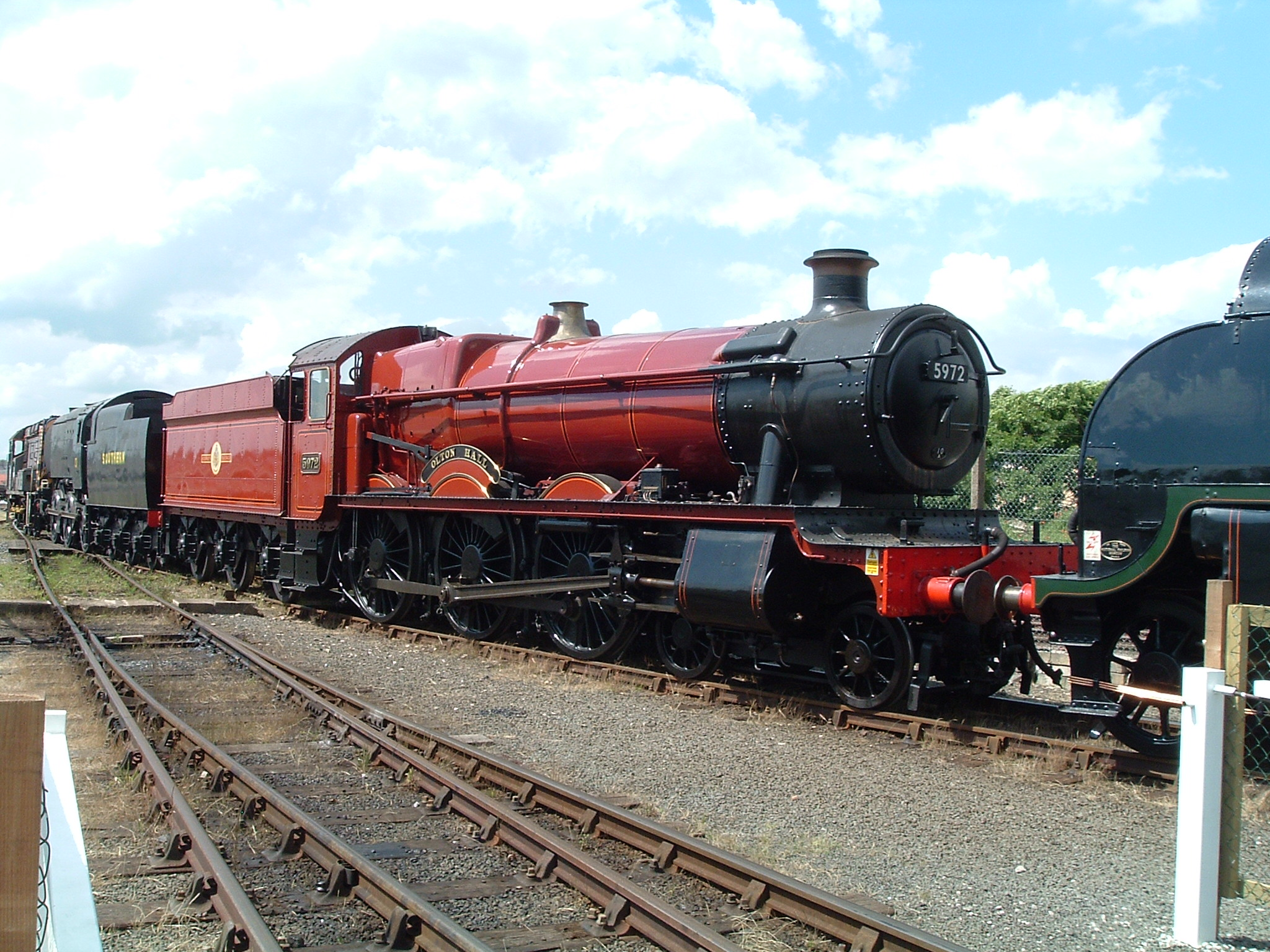
Lokomotiva č. 5972 v Britském národním železničním muzeu v Yorku

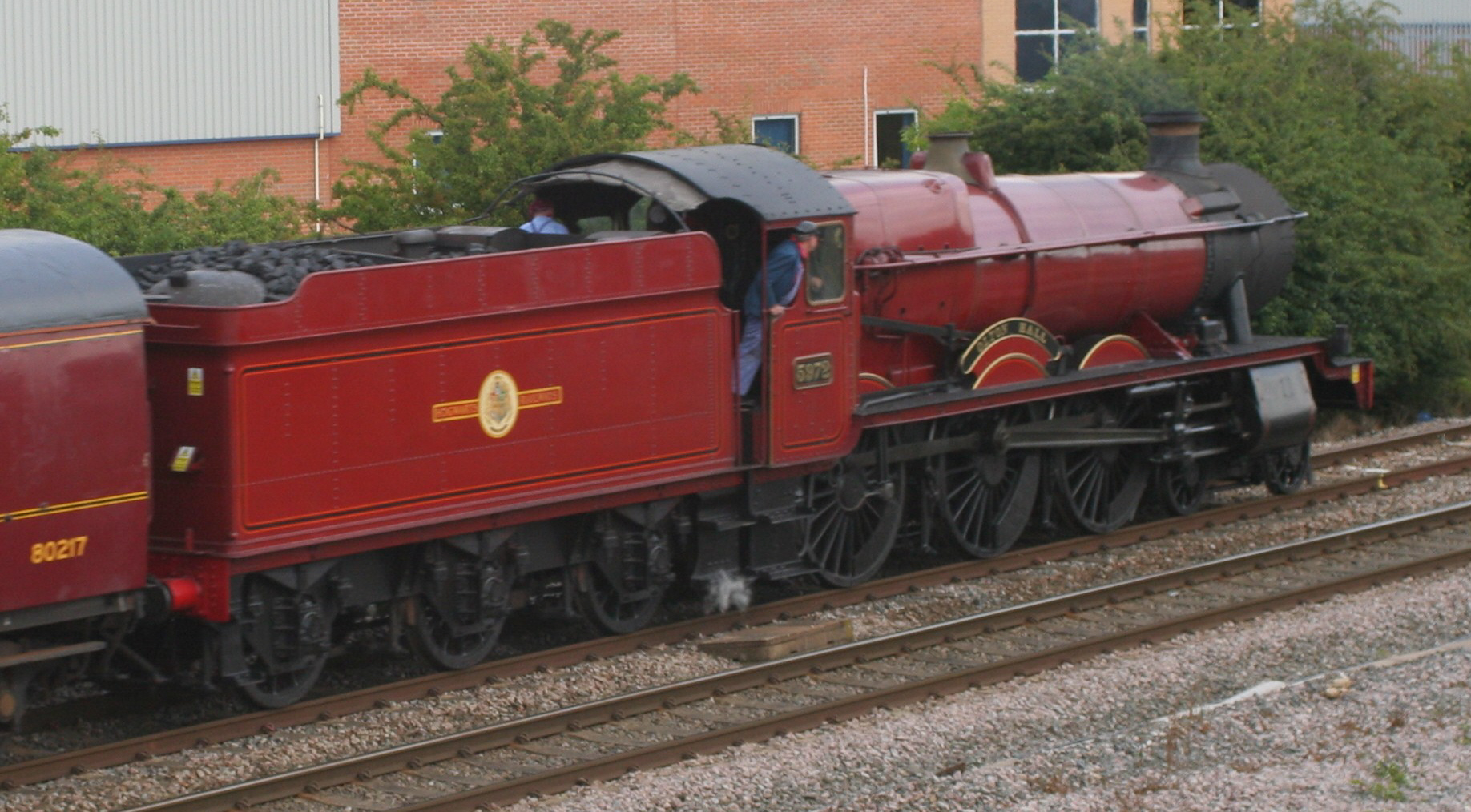
Bradavický expres na trati 20. července 2009

Parní lokomotiva GWR 4900 č. 5972 Olton Hall je parní lokomotiva řady GWR 4900 třídy Hall s uspořádáním pojezdu 2'C (podle Whyteova systému 4-6-0). V prvním desetiletí 21. století se tato lokomotiva stala slavnou díky filmům o Harrym Potterovi, v nichž vedla Bradavický expres.

## Služba
Lokomotiva byla vyrobena v dubnu roku 1937 v železničních dílnách ve Swindonu v jihozápadní Anglii pro společnost Great Western Railway (GWR). Zpočátku sloužila v jižním Walesu. Po roce 1950 ji Britské státní dráhy nechaly ve Swindonu vybavit novým přehřívačem páry a přemístily ji do lokomotivního depa v Plymouthu. Svoji službu zakončila opět v jižním Walesu, v cardiffských docích, kde byla v prosinci 1963 vyřazena a odvezena na vrakoviště společnosti Woodham Brothers. Podle plánu měla být sešrotována v květnu 1964.

## Záchrana
Společnost Woodham Brothers prodala lokomotivu firmě Procor (UK) Ltd z Wakefieldu. Vrakoviště společnosti Woodham Brothers v Barry opustila 5972 v květnu 1981 jako 125. stroj. Nyní je umístěna v sídle společnosti West Coast Railway Company v Carnforthu v hrabství Lancashire.
Lokomotiva č. 5972 vozí několik odpovídajících vozů, jež také vlastní společnost West Coast Railway Company. Od roku 2004 si soupravu každé léto pronajímá cestovní kancelář Beyond Boundaries Travel a pořádá s ní jízdy pro fanoušky Harryho Pottera po Spojeném království.

### Vandalské útoky
V září 2003 pomalovali vandalové dva vagóny svými graffiti, jejichž odstranění stálo 3000 liber.

11. března 2007 zaútočili vandalové znovu. Jejich řádění v depu v Carnforthu přišlo tentokrát na 75 000 liber. V souvislosti s touto násilností, kdy bylo rozbito celkem 337 oken v několika vagónech, bylo zatčeno a uvězněno deset mladíků mezi deseti a čtrnácti lety.

### Bradavický expres
V potterovských filmech táhne lokomotiva soupravu čtyř vagónů. Filmové exteriéry byly natáčeny na londýnském nádraží King's Cross, na Glenfinnanském viaduktu ve Skotsku a na North Yorkshire Moors Railway v hrabství Severní Yorkshire. Při filmování má lokomotiva Olton Hall na dýmnici tabulku "Bradavický expres" se znakem Školy čar a kouzel v Bradavicích. Týž emblém je na lokomotivním tendru a na každém voze. Lokomotiva sice má číslo GWR 5972, ale na štítku se jménem stojí "Bradavický hrad" (Hogwarts Castle), což je narážka na řadu lokomotiv společnosti GWR Castle (Hrad) s uspořádáním pojezdu 2’C, jichž bylo v letech 1923–1950 vyrobeno 165 kusů. Je natřena pro GWR nestandardní tmavočervenou barvou, neboť lokomotivy ve službách Great Western Railway byly tradičně tmavozelené.